# Mararía (novela)
Mararía es una novela escrita por el canario Rafael Arozarena y publicada en 1973. Mararía es considerada una obra clásica de la literatura canaria.
Al autor le vino la inspiración en Femés, Lanzarote, donde trabajaba en la compañía de teléfonos, después de ver a una vieja y enterarse de la leyenda que circulaba en el pueblo en torno a su belleza juvenil.
Su género principal es la novela épica y dentro de ésta está situada en el subgénero de novela amorosa. Mararía es una bella joven que al enamorar a todos cayó en la desgracia.
Es una biografía contada por diversos personajes en distinto tiempo. En esta novela nos encontramos con un lenguaje culto del narrador y de ciertos personajes, pero predomina un lenguaje popular típico del lugar y de la época.
Transcurre durante la dictadura franquista y en ella se ve reflejada el fenómeno de la emigración de los canarios hacia América.

## Argumento
Un viajero, del que no se conoce mucho, se traslada al pueblo de Femés en Lanzarote. Allí se ve interesado por una anciana que pasea entre las sombras de la noche y a la que todos ven como una bruja. Su interés es alimentado por las historias que consigue escuchar de los habitantes del pueblo, que en un pasado, todos, habían caído en sus redes.
Aquella anciana en un tiempo pasado, había sido una hermosa joven que enamoraba a todo mozo del pueblo, pero ella no se interesaba por ninguno, solo por aquellos que la pudieran alejar de aquella cárcel en la que se sentía atrapada, pero su amor siempre acababa en un desengaño: desde la muerte de su prometido a la existencia de otra mujer en la vida del nuevo compañero o la muerte de su propio hijo, fruto de una relación. Todos los del pueblo le echaban la culpa a ella de lo que sufrían ahora, de haberla querido y haber incluso matado por ella, ahora no es más que una vieja que pasea en la oscuridad soportando los ladridos de los perros y comentarios de la gente que la ve pasar.

## Adaptaciones
- Mararía, adaptación al cine de Antonio Betancor, realizada en 1998 con Goya Toledo como protagonista.[2]